# U-587
U-587 – niemiecki okręt podwodny typu VIIC z okresu II wojny światowej. Wyporność okrętu wynosiła 769 ton w położeniu nawodnym i 871 ton pod wodą, a jego główną bronią było 14 torped kalibru 533 mm wystrzeliwanych z pięciu wewnętrznych wyrzutni. Jednostka rozwijała na powierzchni prędkość ponad 17 węzłów, osiągając zasięg 8500 Mm przy prędkości 10 węzłów.
Jednostka została zwodowana 23 lipca 1941 roku w stoczni Blohm & Voss w Hamburgu, a 11 września 1941 roku wcielono ją do służby w Kriegsmarine. Pływając w składzie 6. Flotylli U-Bootów, okręt odbył dwa patrole bojowe, podczas których zatopił cztery statki o łącznej pojemności 22 734 BRT oraz uzbrojony trawler o pojemności 655 BRT. U-587 został zatopiony bombami głębinowymi 27 marca 1942 roku na południowy zachód od Irlandii przez brytyjskie niszczyciele HMS „Grove”, HMS „Aldenham”, HMS „Volunteer” i HMS „Leamington”.

## Projekt i budowa
Jednostki typu VIIC były kolejnym ewolucyjnym ulepszeniem najliczniej budowanych w Niemczech okrętów typu VII. Poprzednik – typ VIIB – miał zbyt mały zasięg i za mało miejsca pod pokładem, by móc zainstalować sonar. Opracowany w 1938 roku projekt nowego okrętu różnił się od poprzedniej wersji m.in. zwiększoną grubością blach kadłuba sztywnego (z 16 do 18,5 mm, co zwiększyło maksymalną głębokość zanurzenia z 200 metrów do 250–280 metrów), przedłużeniem kadłuba o 60 cm i kiosku o 30 cm oraz powiększeniem zbiorników paliwa o 5,4 m³, co poprawiło zasięg. Powiększone rozmiary pozwoliły na instalację aktywnego sonaru S-Gerät, uzupełniając pasywny Gruppenhorchgerät (GHG). Do zakończenia wojny do służby weszło 568 okrętów typu VIIC .
U-587 zamówiono 16 stycznia 1940 roku . Został zbudowany w stoczni Blohm & Voss w Hamburgu jako jeden z 171 okrętów typu VIIC zamówionych w tej wytwórni . U-587 otrzymał numer stoczniowy 87 (Werk 87) . Stępkę okrętu położono 31 października 1940 roku, a zwodowany został 23 lipca 1941 roku .

## Dane taktyczno-techniczne

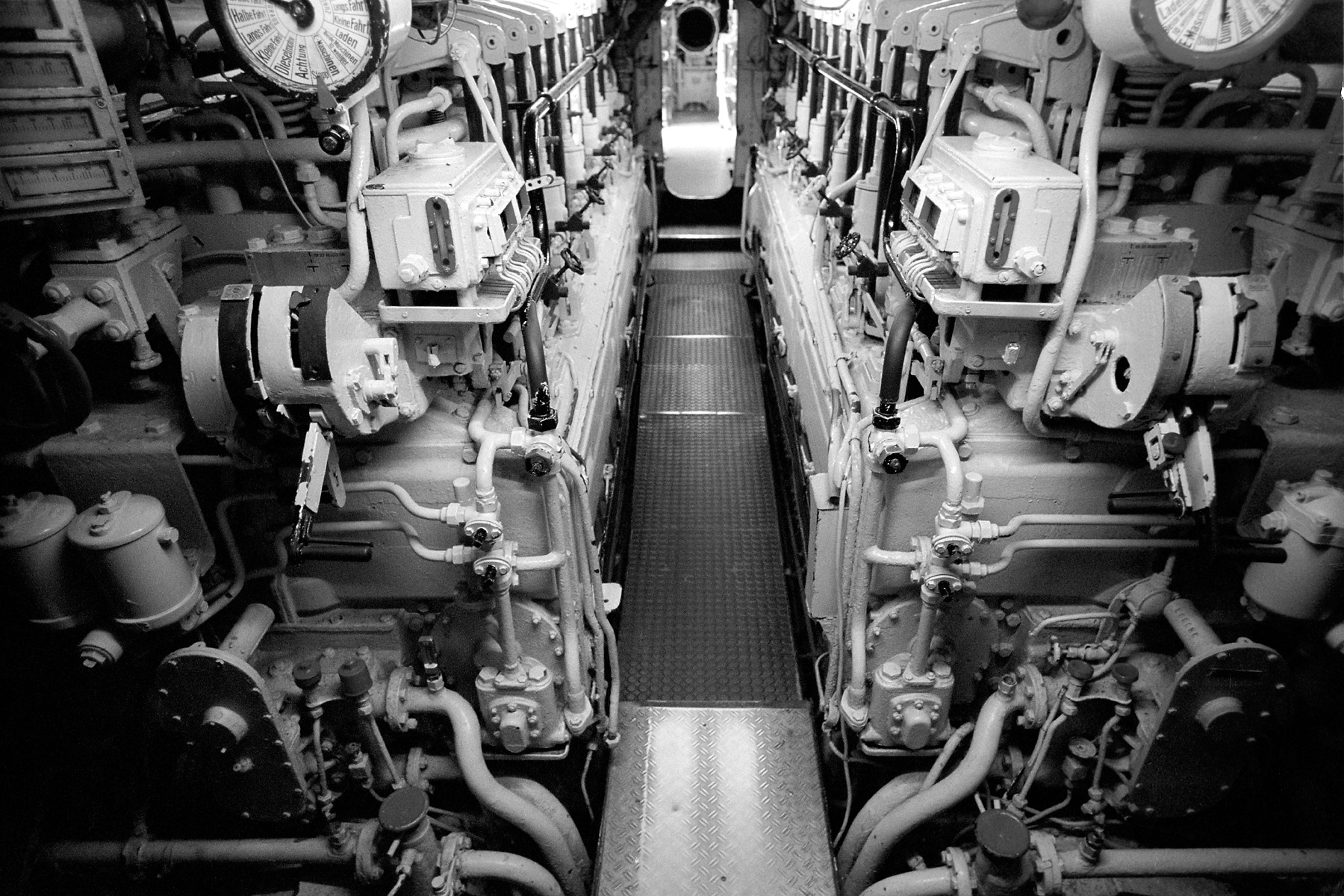
Wnętrze przedziału silników wysokoprężnych

U-587 był średniej wielkości okrętem podwodnym o konstrukcji dwukadłubowej. Długość całkowita wynosiła 67,1 metra, szerokość 6,2 metra i zanurzenie 4,74 metra . Wysokość (od stępki do szczytu kiosku) wynosiła 9,6 metra . Wykonany ze stali pancernej CM 351 o grubości 18,5 mm kadłub sztywny miał 50,5 metra długości i 4,7 metra szerokości. Podzielony był grodziami na sześć przedziałów wodoszczelnych: (od dziobu): I – przedział torpedowy ze sterami głębokości oraz GHG, II – przedział akumulatorów wraz z pomieszczeniami załogi, magazynem amunicji i toaletą, III – centrala z pomieszczeniem wielofunkcyjnym (mieszczącym drugą baterię akumulatorów, pomieszczenia załogi i kambuz), IV – przedział silników spalinowych, V – przedział silników elektrycznych, VI – rufowy przedział torpedowy ze sterami kierunku i głębokości. Kadłub ciśnieniowy otoczony był kadłubem lekkim wykonanym z blach o grubości 4–8 mm. Wyporność w położeniu nawodnym wynosiła 769 ton, a w zanurzeniu 871 ton.
Okręt napędzany był na powierzchni przez dwa 6-cylindrowe, czterosuwowe silniki wysokoprężne Krupp-Germaniawerft F46 z doładowaniem o łącznej mocy 3200 KM przy 470-490 obr./min, a pod wodą poruszał się dzięki dwóm silnikom elektrycznym prądu stałego BBC GG UB720/8 o łącznej mocy 750 KM przy 295 obr./min . Dwa wały napędowe obracały dwie śruby, zapewniając maksymalną prędkość 17–17,6 węzła na powierzchni i 7,6 węzła w zanurzeniu . Zasięg wynosił 8500 Mm przy prędkości 10 węzłów w położeniu nawodnym (3250 Mm przy prędkości maksymalnej) oraz 80 Mm przy prędkości 4 węzłów pod wodą (130 Mm przy 2 węzłach). Zbiorniki mieściły 113,47 tony paliwa, a energia elektryczna magazynowana była w dwóch bateriach akumulatorów AFA 33 MAL 800 E po 62 ogniwa o łącznej pojemności 9160 Ah, masie 62 tony i czasie rozładowania 20 godzin. Dopuszczalna głębokość zanurzenia okrętu wynosiła 100 metrów, a głębokość zgniecenia 250–280 metrów .
Okręt wyposażony był w pięć wyrzutni torped kalibru 533 mm (cztery na dziobie i jedną rufową), z łącznym zapasem 14 torped (wymiennie okręt mógł przenosić 26 min typu TMA lub 39 min typu TMB). Uzbrojenie artyleryjskie stanowiło umieszczone przed kioskiem działo pokładowe kalibru 88 mm SK C/35 L/45, z zapasem amunicji wynoszącym 220–250 naboi oraz pojedyncze działko przeciwlotnicze kalibru 20 mm C/38 L/65 . Jednostka wyposażona też była w pasywny sonar GHG i aktywny S-Gerät, a do obserwacji służyły dwa peryskopy Zeissa: bojowy i nocny .
Załoga okrętu składała się z czterech oficerów oraz 40 podoficerów i marynarzy.

## Służba
U-587 został wcielony do służby w Kriegsmarine 11 września 1941 roku . Dowództwo okrętu objął kpt. mar. (niem. Kapitänleutnant) Ulrich Borcherdt, dowodzący uprzednio U-8 . U-Boot otrzymał numer poczty polowej M 19 451. Do 1 stycznia 1942 roku załoga jednostki przechodziła szkolenie w składzie 6. Flotylli U-Bootów, operując z Gdańska .

### Pierwszy rejs bojowy
1 stycznia 1942 roku U-587 osiągnął gotowość bojową, pozostając nadal w składzie 6. Flotylli U-Bootów . 8 stycznia wyszedł z Kilonii, udając się w swój pierwszy wojenny atlantycki rejs . W dniach 15–24 stycznia wchodził w skład wilczego stada „Robbe” . 31 stycznia po 24 dniach spędzonych w morzu okręt dotarł do Saint-Nazaire .

### Drugi rejs bojowy i utrata okrętu
12 lutego U-587 wyszedł z Saint-Nazaire na swój drugi patrol na Atlantyku . 15 lutego 1942 roku o godzinie 1:00 okręt podwodny w odległości około 300 Mm na północny zachód od przylądka Finisterre po dwóch dniach poszukiwań uratował płynących na pontonie pięciu niemieckich lotników z załogi Focke-Wulfa Fw 200 C-4 F8+FL z KG 40, który został zestrzelony 13 lutego ogniem przeciwlotniczym z trójmasztowego żaglowca . 18 lutego lotnicy zostali przekazani na pokład powracającego do bazy U-130 . 24 lutego okręt podwodny wystrzelił niecelną torpedę w kierunku płynącego na końcu konwoju ON-67 statku ratowniczego „Toward”. Tego samego dnia o godzinie 10:55 U-587 zatopił za pomocą torpedy i działa pokładowego zbudowany w 1935 roku brytyjski motorowy zbiornikowiec „Anadara” o pojemności 8009 BRT, płynący pod balastem w tym konwoju . Statek, trafiony wcześniej dwiema torpedami przez U-558, zatonął ostatecznie na pozycji 43°57′N 44°45′W/43,950000 -44,750000, a na jego pokładzie zginęła cała, licząca 62 osoby załoga (w tym ośmiu artylerzystów) .
1 marca dowódca okrętu kpt. mar. Ulrich Borcherdt otrzymał awans na stopień kmdra ppor. (niem. Korvettenkapitän) . 3 marca U-587 wystrzelił torpedy w stronę portu w St. John’s na Nowej Fundlandii, lecz nie zanotowano trafień . 6 marca na południe od Nowej Fundlandii okręt storpedował i zatopił zbudowany w 1905 roku grenlandzki parowiec „Hans Egede” o pojemności 900 BRT, płynący z Ivittuut do Filadelfii (na pozycji 46°00′N 55°30′W/46,000000 -55,500000; w wyniku ataku zginęła cała załoga składająca się z 24 osób) . Dwa dni później na tych samych wodach U-Boot zatopił w ataku torpedowym zbudowany w 1936 roku brytyjski uzbrojony trawler ZOP HMS „Northern Princess” (4.06) o pojemności 655 BRT, płynący z Londonderry do USA . Okręt zatonął na pozycji 45°22′N 55°59′W/45,366667 -55,983333, a na jego pokładzie zginęła cała załoga składająca się z czterech oficerów i 34 marynarzy . 9 marca o godzinie 18:45 w odległości około 470 Mm od Halifaxu U-587 wystrzelił dwie torpedy w stronę płynącego pod balastem z prędkością 7 węzłów marudera z konwoju ON-68, zbudowanego w 1920 roku greckiego parowca „Lily” o pojemności 5719 BRT . Jedna z nich trafiła w prawą burtę części rufowej, co spowodowało zatonięcie statku w ciągu sześciu minut bez możliwości wysłania sygnału SOS na pozycji 43°32′N 54°14′W/43,533333 -54,233333 . Licząca 32 osoby załoga opuściła jednostkę w dwóch łodziach ratunkowych, które zostały odnalezione 13 marca przez kanadyjską korwetę HMCS „Sackville” (K181) (trzy osoby zmarły z powodu wychłodzenia i zostały pochowane w morzu) . Podczas operowania na wodach kanadyjskich U-Boot atakowany był dziewięć razy przez okręty eskortowe i samoloty. 23 marca na przybliżonej pozycji 47°00′N 37°00′W/47,000000 -37,000000 okręt zatopił dryfujący wrak zbudowanego w 1938 roku brytyjskiego motorowego zbiornikowca „Diala” o pojemności 8106 BRT (płynącego pod balastem), uszkodzonego 15 stycznia w ataku torpedowym przeprowadzonym przez U-553 podczas ataku na konwój ON-52 .
27 marca, podczas ataku na WS-17 na południowy zachód od Irlandii, U-587 został zaatakowany bombami głębinowymi przez brytyjskie niszczyciele HMS „Grove”, HMS „Aldenham”, HMS „Volunteer” i HMS „Leamington” . W 44. dniu patrolu U-Boot zatonął na pozycji 47°21′N 21°39′W/47,350000 -21,650000 wraz z całą, liczącą 42 osoby załogą  .

### Podsumowanie działalności bojowej
U-587 odbył dwa patrole bojowe, spędzając w morzu 68 dni . W ich trakcie zatopił cztery statki o łącznej pojemności 22 734 BRT oraz uzbrojony trawler ZOP o pojemności 655 BRT . Na pokładach zatopionych i uszkodzonych jednostek zginęło 127 osób, w tym 62 na brytyjskim zbiornikowcu „Anadara”  . Pełne zestawienie strat przedstawia poniższa tabela :
| Data           | Nazwa                          | Państwo         | Tonaż      | Los jednostki |
| -------------- | ------------------------------ | --------------- | ---------- | ------------- |
| 24 lutego 1942 | „Anadara”                      | Wielka Brytania | 8009       | zatopiony     |
| 6 marca 1942   | „Hans Egede”                   | Grenlandia      | 900        | zatopiony     |
| 8 marca 1942   | HMS „Northern Princess” (4.06) | Royal Navy      | 655        | zatopiony     |
| 9 marca 1942   | „Lily”                         | Grecja          | 5719       | zatopiony     |
| 23 marca 1942  | „Diala”                        | Wielka Brytania | 8106       | zatopiony     |
| RAZEM          | RAZEM                          | zatopione:      | zatopione: | 5             |